# Seltsé
Seltsé (en macédonien Селце) est un village de l'est de la Macédoine du Nord, situé dans la municipalité de Chtip. Le village comptait 169 habitants en 2002. Il est majoritairement turc[pas clair].[source insuffisante]

## Démographie
Lors du recensement de 2002, le village comptait :
- Turcs : 146
- Macédoniens : 18
- Serbes : 5